# Juan Eduardo Martín
Juan Eduardo Martín (n. Leones, Córdoba, Argentina, 27 de abril de 1982) es un futbolista argentino que se desempeña como delantero, en el Club Luján de Primera C quarta categoría del fútbol argentino.
Fue el goleador de la Primera B Metropolitana en las temporadas 2007-08 y 2016-17.

## Trayectoria
Surgió de las divisiones inferiores del club de su ciudad, Sarmiento de Leones, allí comenzó su carrera, luego pasó por varios clubes del ascenso del fútbol argentino como Almirante Brown de Arrecifes, Luján, Defensores de Belgrano y Defensa y Justicia. En el año 2006 fue fichado por Estudiantes de Buenos Aires, club en el que se consolidó obteniendo el Torneo Apertura 2006 de la Primera B y en la temporada 2007/08 logró ser el máximo goleador de la categoría. Para la siguiente temporada pasó a Los Andes de la Primera B Nacional, aunque el equipo finalmente descendió, Juan Martín siguió en dicha categoría ya que a mediados de 2009 inició su segunda etapa en Defensa y Justicia, su excelente temporada en aquel club fue trampolín al fútbol europeo ya que fue transferido a Olympiakos Volou. pero tras los escándalos por arreglo de partidos, Olympiakos Volou fue descendido a la última categoría del fútbol griego aunque Juan Martín a mediados de 2011 fue transferido a Kerkyra FC de Grecia, y debutó a principios de 2012. A mediados de dicho año volvió a Argentina para convertirse en jugador de Belgrano. Su debut en el Pirata significaron sus primeros minutos en la máxima categoría del fútbol argentino. Fue ante River Plate en el Estadio Monumental y tuvo un debut épico: por consecuencia de la expulsión de Juan Carlos Olave, ocupó el puesto de arquero por diez minutos y lo hizo de excelente manera para que el equipo mantuviera el 2-1 a favor. En marzo de 2013 estuvo a punto de ser incorporado a Instituto, pero no se realizó por cuestiones dirigenciales. Finalmente a mediados de dicho año pasó a Instituto, en el cual cumplió una destacada actuación siendo el goleador del equipo que estuvo muy cerca de conseguir el ascenso a la división superior. A mediados de 2014, regresó a Estudiantes de Buenos Aires tras seis años. En 2015 llegó a Douglas Haig.

## Clubes
| Club                        | País      | Año         |
| --------------------------- | --------- | ----------- |
| Sarmiento de Leones         | Argentina | 1999        |
| Almirante Brown (Arrecifes) | Argentina | 1999-2001   |
| Luján                       | Argentina | 2001-2002   |
| Almirante Brown (Arrecifes) | Argentina | 2002-2003   |
| Defensores de Belgrano      | Argentina | 2003-2004   |
| Defensa y Justicia          | Argentina | 2004        |
| Luján                       | Argentina | 2005-2006   |
| Estudiantes (BA)            | Argentina | 2006-2008   |
| Los Andes                   | Argentina | 2008-2009   |
| Defensa y Justicia          | Argentina | 2009-2010   |
| Olympiakos Volou            | Grecia    | 2010-2011   |
| Kerkyra FC                  | Grecia    | 2012        |
| Belgrano                    | Argentina | 2012- 2013  |
| Instituto                   | Argentina | 2013- 2014  |
| Estudiantes (BA)            | Argentina | 2014        |
| Douglas Haig                | Argentina | 2015 - 2016 |
| Barracas Central            | Argentina | 2016 - 2018 |
| Tristán Suárez              | Argentina | 2018 - 2020 |
| Ciudad Bolívar              | Argentina | 2020 - 2021 |
| Juv. Unida (G)              | Argentina | 2021        |
| Club Luján                  | Argentina | 2022 - Act. |

## Estadísticas
| Club                         | Temporada           | Liga | Liga | Copa Nacional | Copa Nacional | Copa Internacional | Copa Internacional | Total | Total |
| Club                         | Temporada           | PJ   | G    | PJ            | G             | PJ                 | G                  | PJ    | G     |
| ---------------------------- | ------------------- | ---- | ---- | ------------- | ------------- | ------------------ | ------------------ | ----- | ----- |
| Los Andes Argentina          |                     |      |      |               |               |                    |                    |       |       |
| 2008/09                      | 34                  | 11   | -    | -             | -             | -                  | 34                 | 11    |       |
| Total                        | 34                  | 11   | -    | -             | -             | -                  | 34                 | 11    |       |
| Defensa y Justicia Argentina |                     |      |      |               |               |                    |                    |       |       |
| 2009/10                      | 35                  | 16   | -    | -             | -             | -                  | 35                 | 16    |       |
| Total                        | 35                  | 16   | -    | -             | -             | -                  | 35                 | 16    |       |
| Olympiakos Volou · Grecia    |                     |      |      |               |               |                    |                    |       |       |
| 2010/11                      | 34                  | 10   | 5    | 2             | -             | -                  | 39                 | 12    |       |
| 2011/12                      | 0                   | 0    | -    | -             | 4             | 3                  | 4                  | 3     |       |
| Total                        | 34                  | 10   | 5    | 2             | 4             | 3                  | 43                 | 15    |       |
| Kerkyra FC · Grecia          |                     |      |      |               |               |                    |                    |       |       |
| 2011/12                      | 13                  | 1    | 2    | 0             | -             | -                  | 15                 | 1     |       |
| Total                        | 13                  | 1    | 2    | 0             | -             | -                  | 15                 | 1     |       |
| Belgrano Argentina           |                     |      |      |               |               |                    |                    |       |       |
| 2012/13                      | 4                   | 0    | -    | -             | -             | -                  | 4                  | 0     |       |
| Total                        | 4                   | 0    | -    | -             | -             | -                  | 4                  | 0     |       |
| Instituto Argentina          |                     |      |      |               |               |                    |                    |       |       |
| 2013/14                      | 37                  | 14   | -    | -             | -             | -                  | 37                 | 14    |       |
| Total                        | 37                  | 14   | -    | -             | -             | -                  | 37                 | 14    |       |
| Estudiantes (BA) Argentina   |                     |      |      |               |               |                    |                    |       |       |
| 2006/07                      | ?                   | 16   | -    | -             | -             | -                  | ?                  | 16    |       |
| 2007/08                      | ?                   | 32   | -    | -             | -             | -                  | ?                  | 32    |       |
| 2014                         | 21                  | 10   | 2    | 0             | -             | -                  | 23                 | 10    |       |
| Total                        | 100                 | 58   | 2    | 0             | -             | -                  | 102                | 58    |       |
| Douglas Haig Argentina       | 2015                | 38   | 15   | 1             | 1             | -                  | -                  | 39    | 16    |
| Douglas Haig Argentina       | 2016                | 1    | 1    | -             | -             | -                  | -                  | 1     | 1     |
| Douglas Haig Argentina       | Total               | 39   | 16   | 1             | 1             | -                  | -                  | 40    | 17    |
| Total en su carrera          | Total en su carrera | 411  | 159  | 10            | 3             | 4                  | 3                  | 425   | 165   |

## Logros
| Título                      | Club             | País      | Año  |
| --------------------------- | ---------------- | --------- | ---- |
| Primera B (Torneo Apertura) | Estudiantes (BA) | Argentina | 2006 |

### Distinciones individuales
| Distinción                            | Año     |
| ------------------------------------- | ------- |
| Goleador Primera B 2007/08 - 32 goles | 2007/08 |
| Goleador Primera B 2016/17 - 22 goles | 2016/17 |